# Upper Manhattan
Upper Manhattan denota a área mais ao norte da borough de Manhattan. A região é limitada ao sul pela rua 59th Street.